# Amblygobius calvatus
Amblygobius calvatus là một loài cá biển thuộc chi Amblygobius trong họ Cá bống trắng. Loài này được mô tả lần đầu tiên vào năm 2016.

## Từ nguyên
Tính từ định danh calvatus trong tiếng Latinh có nghĩa là "trọc đầu", hàm ý đề cập đến vùng gáy của loài cá này không có bất kỳ lớp vảy nào bao phủ.

## Phân bố và môi trường sống
A. calvatus hiện chỉ được biết đến qua các mẫu vật được thu thập ở ngoài khơi El Nido, Palawan (Philippines). Một bức ảnh chụp từ đảo Chuuk có thể là loài này.
A. calvatus được nhìn thấy trên nền đáy cát và bùn ở các vịnh và đầm phá, độ sâu khoảng 10–20 m.

## Mô tả
Chiều dài chuẩn (standard length: SL) lớn nhất được ghi nhận ở A. calvatus là 4,8 cm. Cá có màu nâu xám với hai sọc nâu cam trên đầu dọc chiều dài thân. Sọc phía trên ngắn, dừng ở trước vây lưng, sọc dưới bắt đầu từ đốm nâu cam trên nắp mang, nhạt dần từ gốc vây ngực trên đến giữa gốc vây đuôi. Gốc vây ngực có đốm hình chữ nhật nhỏ màu nâu cam sẫm ở ngay giữa. Một hàng 8–11 đốm đen nhỏ ở lưng. Vây đuôi hình mũi giáo.
Số gai ở vây lưng: 7; Số tia ở vây lưng: 14–15; Số gai ở vây hậu môn: 1; Số tia ở vây hậu môn: 15–16; Số gai ở vây bụng: 1; Số tia ở vây bụng: 5; Số tia ở vây ngực: 19–20.

## Phân loại
A. calvatus nằm trong nhóm loài Amblygobius nocturnus, một loài thiếu vảy lược và cũng thiếu vảy ở giữa phần trước và phần trên của nắp mang. A. nocturnus có thể xứng đáng được công nhận là một phân chi, trong trường hợp đó thì phân chi có tên là Yabotichthys hoặc Diaphoroculius.

### Trích dẫn
- Allen, Gerald R.; Erdmann, Mark V. (2016). "Descriptions Of Two New Gobies (Gobiidae: Amblygobius) From The Tropical Western Pacific Ocean" (PDF). Journal of the Ocean Science Foundation. Quyển 24. tr. 10–23. doi:10.5281/zenodo.167891.